# Język ajmara
Język ajmara (aymara) – język z rodziny ajmara, którym posługują się Indianie Ajmara. Ajmara niekiedy łączony jest z językiem keczua, tworząc wraz z nim tzw. subfylę keczumarańską. Inną klasyfikację proponuje Ethnologue, traktując ajmara jako tzw. makrojęzyk, na który składają się dwa główne języki: ajmara centralny (w Boliwii i innych krajach) oraz ajmara południowy (w Peru).
Obecnie językiem ajmara posługuje się ok. 2,3 mln osób, głównie w Andach, a w Peru oraz Boliwii jest jednym z języków urzędowych (obok hiszpańskiego i keczua).
Ajmara jest językiem aglutynacyjnym i, do pewnego stopnia, polisyntetycznym, z szykiem wyrazów SOV.
Jest zapisywany alfabetem łacińskim. 

## Fonologia

### Samogłoski
Język ajmara ma trzy samogłoski krótkie: a, o, u oraz odpowiadające im trzy samogłoski długie, zaznaczane w grafii za pomocą znaku umlautu: ä, ö, ü.

### Spółgłoski
|                    | Wargowe | Wargowe | Dziąsłowe | Dziąsłowe | Podniebienne | Podniebienne | Miękkopodniebienne | Miękkopodniebienne | Języczkowe | Języczkowe |
| ------------------ | ------- | ------- | --------- | --------- | ------------ | ------------ | ------------------ | ------------------ | ---------- | ---------- |
| Zwarte proste      | p       | p       | t         | t         | tʃ           | ch           | k                  | k                  | q          | q          |
| Zwarte przydechowe | pʰ      | ph      | tʰ        | th        | tʃʰ          | chh          | kʰ                 | kh                 | qʰ         | qh         |
| Zwarte ejektywne   | pʼ      | p'      | tʼ        | t'        | tʃʼ          | ch'          | kʼ                 | k'                 | qʼ         | q'         |
| Szczelinowe        |         |         | s         | s         |              |              | x                  | j                  | χ          | x          |
| nosowe             | m       | m       | n         | n         | ñ            | ñ            |                    |                    |            |            |
| Boczne             |         |         | l         | l         | ʎ            | ll           |                    |                    |            |            |
| Płynne             | w       | w       | r         | r         | y            | y            |                    |                    |            |            |

## Etymologia
Postulowana dawniej etymologia, że słowo „ajmara” pochodzi od słów „jaya” (starożytny) i „mara” (rok, czas), jest najpewniej błędna. Prawdziwa etymologia nazwy pozostaje niejasna. Informacje na ten temat można znaleźć w książce Lingüística Aimara napisanej przez szanowanego peruwiańskiego językoznawcę Rodolfo Cerrón-Palomino (2000: s. 34-36).

## Rzadkie cechy
Język ajmara ma szereg cech, które są cytowane jako niezwykłe. Na przykład ajmara jest podawany jako język używający logiki trójwartościowej (większość języków używa logiki dwuwartościowej). Umberto Eco w Ricerca della Lingua Perfetta Nella Cultura Europea (W poszukiwaniu idealnego języka w kulturze europejskiej) pisze o ajmara jako języku z niezwykłą giętkością i zdolnością do neologizmów.